# Prionolabis clavaria
Prionolabis clavaria là một loài ruồi trong họ Limoniidae. Chúng phân bố ở miền Cổ bắc.